# André Leão
Pour les articles homonymes, voir Leão.
André Filipe Ribeiro Leão est un footballeur portugais né le 20 mai 1985 à Freamunde.
Il évolue au poste de milieu de terrain.

## Palmarès
- Champion de Roumanie en 2008 avec le CFR 1907 Cluj
- Vainqueur de la Coupe de Roumanie en 2008 et 2009 avec le CFR 1907 Cluj
- Vainqueur de la Supercoupe de Roumanie en 2009 avec le CFR 1907 Cluj